# Rifugio Dante Livio Bianco
Il rifugio Dante Livio Bianco è un rifugio alpino situato nella catena delle Alpi Marittime nel comune di Valdieri (CN), a 1910 metri di altitudine. Sorge poco distante dal Lago Sottano della Sella.

## Storia
Il rifugio fu costruito all'inizio degli anni sessanta del XX secolo, per iniziativa di un gruppo di alpinisti e partigiani della formazione "Giustizia e Libertà", che intendevano così commemorare Dante Livio Bianco, avvocato e partigiano piemontese amante dell'alpinismo, scomparso nel 1953 sulla Cima di Saint Robert, in alta Valle Gesso. L'inaugurazione avvenne il 7 luglio 1963.
La nuova costruzione veniva anche a sostituire il preesistente bivacco "Monte Matto", situato sul Lago Soprano della Sella, e distrutto da un incendio poco dopo il termine della seconda guerra mondiale.
Nel 1982 fu avviato un programma di ristrutturazione ed ampliamento; il nuovo rifugio fu inaugurato ufficialmente il 18 settembre 1983.
Vi furono successivi interventi di restauro nel 1999, nel 2000 e nel 2008.

## Caratteristiche
Si trova in prossimità della testata del vallone della Meris, che scende su Sant'Anna di Valdieri, sulla sponda del Lago Sottano della Sella.
Si tratta di una costruzione in muratura di pietrame a due piani più sottotetto. Dispone di un totale di 55 posti letto, suddivisi in camere con capienza da 4 a 13 posti.
Il rifugio è dotato di riscaldamento, servizi igienici interni ed esterni, acqua corrente, docce con acqua calda, e servizio telefonico.
È presente un locale invernale, sempre aperto, e gestito nel periodo estivo; tale locale dispone di 13 posti.
Il Lago Sottano della Sella era una meta molto gradita dai reali di casa Savoia, che spesso vi trascorrevano dei periodi di villeggiatura dedicati alla pesca o alle gite in barca. All'interno del rifugio è ancora conservato uno dei remi della barca utilizzata dalla regina Margherita per queste gite.

## Accessi
La via principale per accedere al rifugio si snoda dalla frazione di Sant'Anna di Valdieri. Da qui si diparte il sentiero N4, che risale il vallone della Meris fino al Lago Sottano della Sella, dove sorge il rifugio.

## Ascensioni
- Monte Matto (3.097 m)

## Traversate
- al rifugio Questa (2388 m) ed al rifugio Valasco (1764 m) per il colle est della Paur o per il colle di Valmiana tourmarittime

## Altre attività
Dal rifugio ha origine un interessante percorso escursionistico attraverso il parco naturale delle Alpi Marittime. Questo percorso, articolato su quattro tappe, porta a toccare i rifugi Questa, Remondino e Genova-Figari per poi ridiscendere alle Terme di Valdieri, permettendo comunque molte varianti personalizzate.
In inverno, il rifugio è un classico punto d'appoggio per diversi itinerari di scialpinismo, che da esso si dipartono.